# Ctenonotus acutus
El lagarto de Santa Cruz o lagarto agudo (Ctenonotus acutus) es una especie de lagarto anoles perteneciente a la familia Dactyloidae.

## Distribución
Se encuentra en el Caribe en las Pequeñas Antillas y Puerto Rico.